# Bilcze (obwód lwowski)
Bilcze (ukr. Більче) – wieś na Ukrainie w rejonie stryjskim (do 2020 roku w rejonie mikołajowskim) obwodu lwowskiego.
W pobliżu znajduje się stacja kolejowa Bilcze, położona na linii Lwów – Stryj – Batiowo.
Wieś prawa wołoskiego, położona była w drugiej połowie XV wieku w ziemi przemyskiej województwa ruskiego.

## Urodzeni
- Maria Czaykowska-Kozicka
- Julian Jaworski[2]